# أساسنز كريد: شادوز
أساسنز كريد: شادوز (الظلال) (بالإنجليزية: Assassin's Creed Shadows)، هي لعبة أكشن تقمص الأدوار، من تطوير يوبي سوفت كيبك و نشر يوبي سوفت. هي الجزء الرئيسي الرابع عشر من سلسلة أساسنز كريد، وخليفة أساسنز كريد: ميراج. وستكون الأولى في منصة أساسنز كريد إنفينيتي، وستدور أحداثها في اليابان.صدرت بتاريخ 20 مارس 2025، وهي متوفرة على أجهزة بلاي ستيشن 5، إكس بوكس سيريس إكس/إس، ومنصات مايكروسوفت ويندوز، وماك أو إس، وأمازون لونا ، واللغة العربية من ضمن اللغات التي ستدعمها. اللعبة ستتضمن شخصيتين رئيسيتين، وهم الأنثى ناوي، ومحارب الساموراي الإفريقي الذكر الشهير لدى أودا نوبوناغا، ويدعى ياسُكي.

## أسلوب اللعب
هي لعبة أكشن-مغامرات وتسلل ، تشبه سابقاتها في السلسلة. تم تطويرها على نسخة مطورة من محرك أنفيل، باستخدام الإضاءة الديناميكية والتفاعلات البيئية مع تحسينات جديدة مثل الدعائم القابلة للكسر، بالإضافة إلى السماح للاعبين بالتلاعب بالظلال واستخدام خطاف الباركور. يتطور العالم عبر المواسم، ويؤثر كل منها على أسلوب اللعب، بما في ذلك المياه المتجمدة والرقاقات الثلجية في الشتاء، والعشب الطويل والنباتات المزهرة في الربيع. المهام غير خطية، مما يشجع اللاعبين على تتبع الأهداف والقضاء عليها بحرية؛ في تغيير عن الألعاب السابقة، ستتواجد نقاط أفضلية في العالم ولكن فقط لمساعدة اللاعب على مسح البيئة بحثًا عن نقاط الاهتمام، بدلاً من ملء خريطة اللاعب بعلامات الأهداف. يقدم هذا الإصدار ميزات لعب جديدة، بما في ذلك القدرة على الزحف على الأرض في وضعية الانبطاح، مما يوفر للاعبين مظهرًا أقل والقدرة على الوصول إلى الفتحات الصغيرة. تعود رؤية النسر أيضًا، مما يسمح للاعبين باكتشاف الشخصيات غير القابلة للعب من خلال الجدران؛ يتم الإشارة إلى الأعداء باللون الأحمر، بينما يتم تمييز الحلفاء باللون البرتقالي. علاوة على ذلك، يتم عرض مجموعة متنوعة من الأسلحة الدقيقة تاريخيًا، مما يمكّن اللاعبين من تحسين كفاءتهم باستخدام أسلحة محددة بمرور الوقت، مثل شوريكين، وكاتانا، كوساريجاما، يأتي كل سلاح مزودًا بشجرة مهارات خاصة به، مما يمكّن اللاعبين من تحسين كفاءتهم باستخدام أسلحة محددة بمرور الوقت. يتمتع اللاعبون بالقدرة على التبديل بين الشخصيات أثناء تقدمهم خلال المهام المختلفة. يتميز القتال في شخصية ياسوكي ببيئات قابلة للتدمير وتأثيرات أسلحة واقعية، مما يوفر تجربة قتال سينمائية. في هذه الأثناء، تستخدم البطلة الأنثى ناوي لصد المهاجمين، ويتأرجح سلسلته في أقواس واسعة لخلق مسافة. بالإضافة إلى ذلك، فإنها تستخدم تكتيكات التخفي بأسلوب لعب رشيق وفتاك، حيث تختبئ في العوارض الخشبية وتنصب كمينًا للأعداء من خلال أبواب شوجي الورقية. تغطي خريطة اللعبة وسط اليابان مع المعالم التاريخية التفصيلية والقلاع المصممة على شكل زنزانات معقدة.

## التطوير
كشف النقاب عن اللعبة إلى جانب أساسنز كريد: ميراج، ولعبة كودنايم جيد التي ستقع أحداثها في الصين، ولعبة كودنايم هيكس التي ستقع أحداثها في عصر الإمبراطورية الرومانية المقدسة. ثلاثة ألعاب شادوز، كودنايم هيكس، جيد، ستكون ضمن لعبة واحدة أو منصة وهي أساسنز كريد إنفنتي.

## القصة
تقع أحداث اللعبة في عهد إقطاعية اليابان، تحديدا في عام 1579 في فترة أزوتشي-موموياما، والتي صادفت إنهيار فترة سينغوكو، تتميز اللعبة بالشخصية التاريخية أودا نوبوناغا في ذروة قوته بعد انتصاره على عشيرة تاكيدا باستخدام أسلحة قربينة النارية. تشمل الأحداث التاريخية الرئيسية، هجمة نوبوناغا على مقاطعة إيغا عام 1581، وهي معركة مهمة شارك فيها أعضاء عشيرة إيجا إيكي، المعروفون بفنون النينجوتسو الخاصة بهم. تقع أحداث اللعبة في وسط اليابان، سيستكشف فيها اللاعب مدن كوبه، كيوتو، أوساكا، ومقاطعة إيغا، مع القلاع التاريخية الدقيقة مثل قلعة تاكيدا. يعد هذا الإعداد بعالم نابض بالحياة من التحضر، والموانئ الصاخبة، ومناطق الساموراي، والهندسة المعمارية المزخرفة، وكلها مهمة لرياضة الباركور والاستكشاف في اللعبة. كما يلعب تأثير التجار البرتغاليين والمبشرين اليسوعيين، الذين أدخلوا المسيحية والتقنيات الجديدة مثل المدافع والبنادق الطويلة، دورًا في تشكيل بيئة اللعبة وسردها.

## الاستقبال
حصلت اللعبة على تقييمات "إيجابية بشكل عام" من النقاد، وفقًا لموقع تجميع المراجعات ميتاكريتيك.
| استقبال |                                        |
| --- | -------------------------------------- |
| مجموع النقاط المجموع نقاط ميتاكريتيك (PC) 79/100 [ 15 ] (PS5) 82/100 [ 16 ] (XSXS) 86/100 [ 17 ] نتائج المراجعة نشرة نقاط يورو غيمر 4/5 [ 18 ] غيم سبوت 8/10 [ 19 ] غيمز رادار 4/5 [ 20 ] آي جي إن 8/10 [ 21 ] بي سي غيمر (الولايات المتحدة) 80/100 [ 22 ] بي سي غيمز إن 6/10 [ 23 ] فيديو غيمر.كوم 8/10 [ 24 ] |                                        |
| مجموع النقاط |                                        |
| المجموع | نقاط                                   |
| ميتاكريتيك | (PC) 79/100 (PS5) 82/100 (XSXS) 86/100 |
| نتائج المراجعة |                                        |
| نشرة | نقاط                                   |
| يورو غيمر | 4/5                                    |
| غيم سبوت | 8/10                                   |
| غيمز رادار | 4/5                                    |
| آي جي إن | 8/10                                   |
| بي سي غيمر (الولايات المتحدة) | 80/100                                 |
| بي سي غيمز إن | 6/10                                   |
| فيديو غيمر.كوم | 8/10                                   |

## الجدل
أثارت شخصية ياسُكي جدلا واسعً و بارزاً لدى اللاعبين كونه وضع بطل هذه الرواية الأفريقي، على حساب البطل الآسيوي، فرصة التمثيل الأفضل، حيث أن إضافة شخصية ساموراي أخرى لن يؤدي إلى تعزيز التنوع نظرًا للتشبع الحالي لروايات الساموراي في الألعاب، مع تأكيد البعض أن اختيار يوبي سوفت كان مدفوعًا بجدول الأعمال، بينما دافع آخرون عن هذا الاختيار.

## الوصلات الخارجية
- الموقع الرسمي
 (الإنجليزية)